# Mitchell Highway
Der Mitchell Highway ist eine Fernverkehrsstraße im Südosten Australiens. Er verläuft über eine Länge von 1.110 Kilometer von Bathurst, westlich von Sydney durch weite Gebiete im Hinterland von New South Wales nach Augathella im Südwesten von Queensland.

## Geschichte
Die Straße von Bathurst über Orange nach Wellington wurde 1928 als Highway deklariert und erhielt den Namen North Western Highway. Damals wurden alle Highways nach der Himmelsrichtung benannt, in welche sie von Sydney aus gesehen verliefen. Einige dieser Namen sind noch bis heute erhalten geblieben.
1936 wurde der North Western Highway in Mitchell Highway umbenannt. Dies war zu Ehren von Thomas Livingstone Mitchell. Mitchell hatte in den 30er Jahren des 19. Jahrhunderts mehrere Expeditionen geleitet und dabei große Teile des ländlichen New South Wales erforscht und kartografiert.

## Verlauf

### New South Wales
Der Mitchell Highway beginnt in Bathurst, einer Stadt in New South Wales westlich der Blue Mountains. Von Sydney führt der Great Western Highway (R32) über die Blue Mountains. In Bathurst teilt sich dieser in den Mid Western Highway (R24), der nach Hay im Südwesten von New South Wales führt, und den Mitchell Highway, der eine mehr nördliche Route nimmt.
Erste wichtige Ortschaft im Verlauf des Mitchell Highway ist die Stadt Orange ca. 55 Kilometer westlich von Bathurst. Orange ist bekannt als Geburtsort des australischen Dichters Banjo Paterson, dessen bekanntestes Werk Waltzing Matilda die inoffizielle Nationalhymne Australiens ist. Weitere 30 Kilometer entlang des Mitchell Highway liegt Molong, eine Kleinstadt in deren unmittelbarere Nähe einst Australiens erste Kupfermine entstand. Hinter Molong führt der Mitchell Highway weiter in Richtung Norden, wo nach 60 Kilometern die Stadt Wellington erreicht ist. Wellington war die erste permanente Siedlung westlich der Blue Mountains, die 1823 gegründet wurde.
Der Highway verläuft weiter in nordwestlicher Richtung und nach 50 Kilometern ist Dubbo erreicht. In Dubbo kreuzt der Newell Highway (N39) in Nord-Süd-Richtung. Dieser bietet in Kombination mit anderen Highways eine direkte und schnelle Verbindung nach Brisbane und Melbourne. Ein weiterer Abzweig des Mitchell Highways führt nach Adelaide, der Golden Highway (S84)  nach Newcastle. Beachtet man die direkte Verbindung nach Sydney, so wird Dubbo zu einer Art zentralem Punkt, von wo aus alle Hauptstädte im Süden und Osten Australiens leicht zu erreichen sind.
Bei Nevertire, etwa 100 Kilometer nordwestlich von Dubbo, trifft der Oxley Highway (R34) von Port Macquarie an der Ostküste von New South Wales kommend, auf den Mitchell Highway. Etwa 60 Kilometer weiter nordwestlich liegt die Stadt Nyngan. Hier beginnt der Barrier Highway (R32). Dieser führt in Richtung Westen bis nach Broken Hill und weiter nach Südaustralien bis nach Gawler nördlich der Hauptstadt Adelaide.
Von Nyngan aus führt der Mitchell Highway etwa 200 Kilometer weiter in Richtung Nordwesten nach Bourke. Von dieser Strecke verlaufen etwa 100 Kilometer als schnurgerade Strecke ohne jede Biegung oder Kurve. Nördlich von Bourke dreht der Mitchell Highway in Richtung Norden. Der weitere Verlauf über 135 Kilometer bis nach Barringun an der Grenze von New South Wales zu Queensland, ist im Gegensatz zur letzten Etappe wieder sehr kurvenreich.

### Queensland
Nachdem der Mitchell Highway bei Barringun die Grenze von New South Wales nach Queensland überquert hat, verläuft er über etwa 120 Kilometer weiter in Richtung Norden, bis Cunnamulla erreicht ist. In Cunnamulla beginnt der Balonne Highway, der von dort in Richtung Osten nach St. George führt.
Weitere 200 Kilometer in Richtung Norden ist mit Charleville die letzte größere Siedlung im Verlauf des Mitchell Highway erreicht. In Charleville ist der Beginn des Warrego Highway (Alternativroute A2). Dieser führt von hier in östliche Richtung bis nach Ipswich am westlichen Rand des Ballungsgebietes um die Hauptstadt Brisbane.
Nach weiteren 85 Kilometern in Richtung Norden trifft der Mitchell Highway südlich von Augathella auf den Landsborough Highway (NA2) und endet. Der Landsborough Highway führt über Longreach weiter in Richtung Norden bis nach Cloncurry.

## Nummerierung und Alternativnamen
In Bathurst übernimmt der Mitchell Highway die Bezeichnung Nationalstraße 32 (R32) vom Great Western Highway und behält sie bis Nyngan bei, wo sie wiederum der Barrier Highway übernimmt. Von Nyngan ab wird der Mitchell Highway als Nationalstraße 71 (R71) bezeichnet und führt bis zur Grenze nach Queensland. Ab der Grenze erhält er die Nummer A71, die er bis Charleville trägt. Die letzten 77 km bis Augathella erhielten die Bezeichnung Alternativroute A2.
Von Bourke bis zur Grenze nach Queensland bei Barringun heißt der Mitchell Highway auch Kidman Way. Ab dort bis zu seinem Ende in Augathella wird er auch als Matilda Highway bezeichnet.